# 和平路 (天津)
和平路是位于中國天津市和平区的一条道路。始建于1902年，历史上这条道路因所属时代和所属区域的变迁曾先后命名为“杜总领事路”（法語：Rue du Chaylard）、“天津法租界21号路”、“旭街”、“梨栈大街”、“兴亚三区21号路”和“罗斯福路”。1953年，改为现名至今。和平路为一条西北至东南方向的道路，西北起始于天津老城西南角南马路与东马路交汇处，东南至营口道与建设路相接，道路全长2,139米，宽12米。其中，和平路的福安大街至赤峰道段为和平路商业街，亦称“金街”。

## 历史

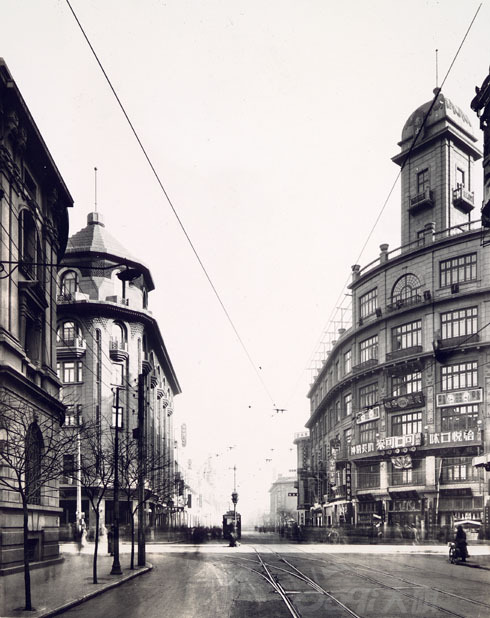
二十世纪三十年代的杜总领事路

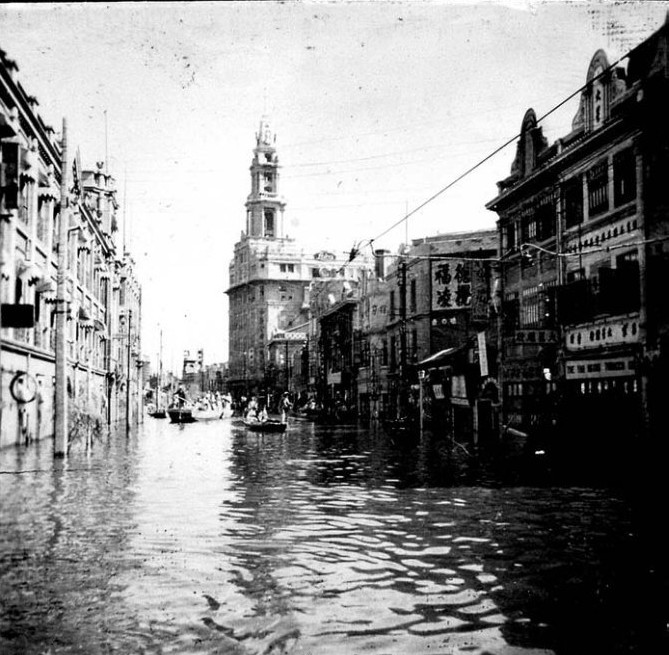
1939年天津水灾时的天津日租界旭街

在1900年以前，和平路一带是介于天津旧城区与紫竹林天津英、法租界之间的大片沼泽地带。1900年，天津法租界向西扩展，将今和平路东南段（锦州道至营口道段）并入天津法租界范围。
1902年，法租界当局修筑此路，定名为“杜总领事路”（法語：Rue du Chaylard）（又称“天津法租界21号路”），当时华人俗称为“梨栈大街”。在中国北方传教的天主教会各大修会的账房—首善堂（遣使会，设在承德道21号）、崇德堂（耶稣会，在河北东南部献县等地传教，设在营口道20号）、普爱堂（比利时圣母圣心会，在内蒙古传教）以及立兴洋行（法国）、先农公司（英国）、仪品公司（比利时）等各国企业纷纷在和平路一带进行房地产投资，买地盖房出租。
1898年，天津日租界设立，今和平路西北段（自南马路至锦州道段）属于该租界范围。不过初期并无任何建设。1902年，天津日租界成立居留民团以后，开始进行市政建设，陆续填平沼泽，开辟市街。1908年，日租界当局修筑了这段马路，命名为“旭街”。
1901年，八国联军攻占天津以后，天津拆除城墙修筑了环城马路，其中东马路与北马路形成商业街。日租界的旭街、法租界的杜总领事路与东马路衔接。
1905年以后，天津建成有轨电车交通网络，杜总领事路、旭街形成天津的交通干线。1912年（民国元年），壬子兵变，华界的北门外大街、宫南大街、宫北大街遭到士兵抢劫、毁坏，华人商业大批转移到租界，杜总领事路和旭街即成为他们的首选。
1920年代，在天津法租界内的杜总领事路与福煦将军路（今滨江道的大沽北路至南京路段）的十字路口陆续建成天津劝业场、天祥商场、泰康商场等商业设施，以及国民、惠中、交通三大旅馆，渤海大楼、浙江兴业银行等众多整齐美观的西式建筑，形成天津最繁盛的商业中心。主要聚居在天津英租界今五大道区域的中外上流社会人士进行消费、娱乐的区域。
1943年，汪精卫政府接收天津法租界后，将杜总领事路改称“兴亚三区21号路”。
1946年，蔣介石将旭街与21号路合并定名为“罗斯福路”。
1949年，中华人民共和国成立，经过天津市人民政府的整修，罗斯福路成为天津市的商业中心。
1953年，天津市人民政府取“热爱和平”之意更名“和平路”。2000年3月，天津市人民政府对和平路进行改造，自福安大街至赤峰道一段全长1240米的和平路被辟为商业步行街，并定名为“金街”。

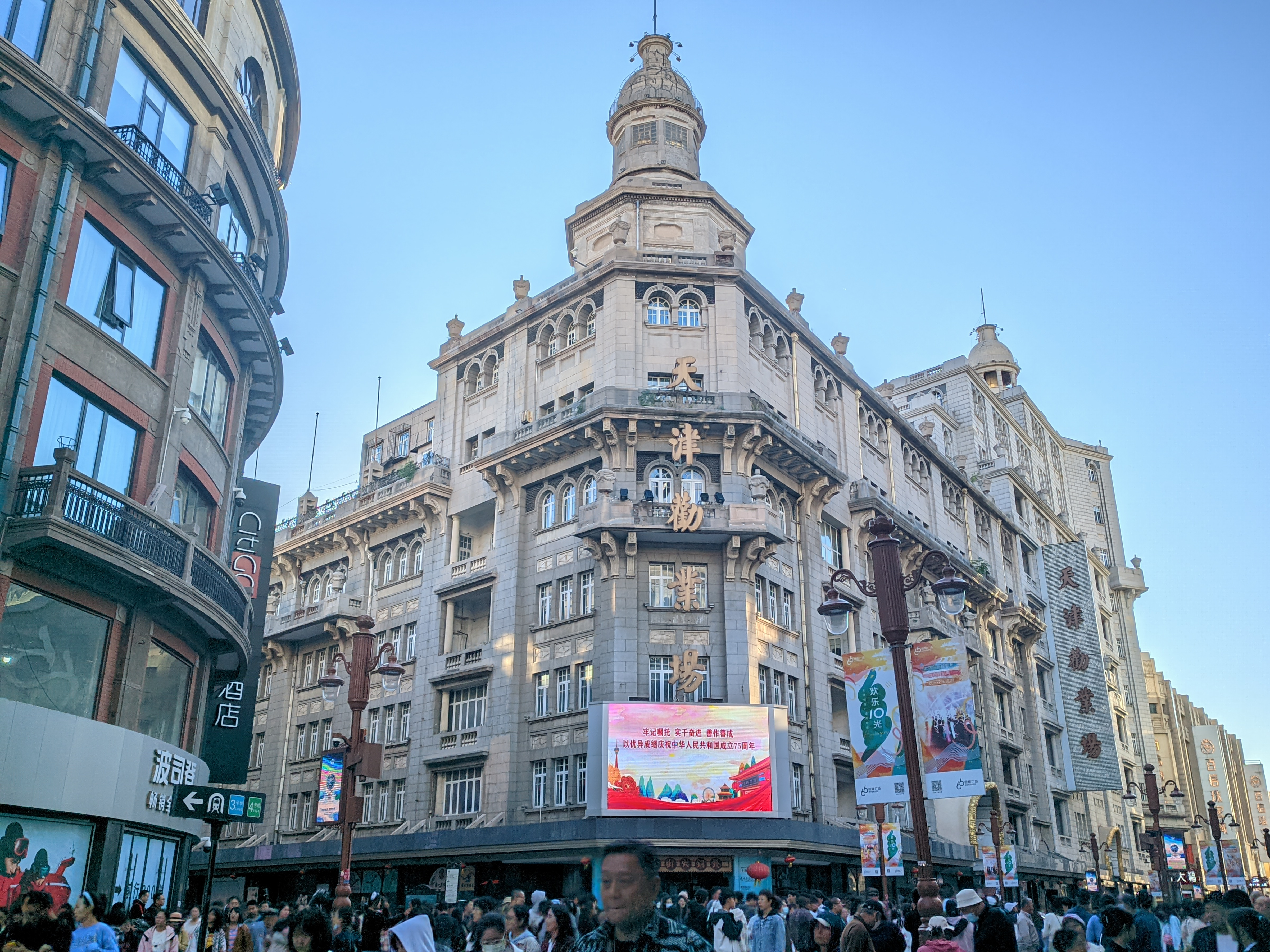
天津劝业场

## 沿街著名建筑
- 天津市全国重点文物保护单位：天津劝业场，和平路290号
- 天津市文物保护单位：浙江兴业银行天津分行大楼，和平路237号
- 天津市文物保护单位：渤海大楼，和平路277号
- 天津市文物保护单位：天津东莱银行大楼，和平路289号
- 天津市历史风貌建筑：原老九章绸缎庄大楼，和平路47号
- 天津市历史风貌建筑：天津交通饭店大楼，和平路239号-243号
- 天津市历史风貌建筑：天津惠中饭店大楼，和平路292号
- 天津市历史风貌建筑：寿德大楼，和平路322号[4]
- 盛锡福大楼

## 交汇道路
目前，与和平路相交汇的主要道路有：

和平路和滨江道交口的浙江兴业银行天津分行大楼

- 建设路 原达文波道（Davenport Road）
- 营口道 原宝士徒道（Bristow Road）、原圣路易路（Rue Saint Louis）
- 承德道 原威尔顿路（Rue de Verdun）
- 丹东路 原马诺河路（Rue de la Marne）、原杜麦路（Rue Paul Doumer）
- 赤峰道 原丰领事路（Rue Fontanier）、巴斯德路（Rue Pasteur）
- 哈尔滨道 原贝拉扣路（Rue de Pélacot）、拉大夫路（Rue Laville）
- 滨江道 原福煦将军路（Rue du Maréchal Foch）
- 长春道 原窦总领事路（Rue G.Deveria）
- 锦州道 原秋山街
- 沈阳道 原蓬莱街
- 哈密道 原松岛街
- 四平东道 原浪速街
- 鞍山道 原宫岛街
- 佳木斯道 原吾妻街
- 多伦道 原福岛街
- 福安大街 原桥立街
- 荣吉大街 原扶桑街
- 闸口街
- 兴安路 原新寿街
- 南马路
- 通南街
- 东马路